# Nicolaas Gerard Servatius (1859-1930)
Nicolaas Gerard Servatius (Smilde, 17 juli 1859 - Smilde, 22 maart 1930) was een Nederlandse bestuurder.

## Leven en werk
Servatius was een zoon van Nicolaas Engelhard Servatius (1824-1907), rijksontvanger, en Margaretha Gezina Kymmell (1830-1890). Hij werd vernoemd naar zijn grootvader Nicolaas Gerard Servatius, belastingontvanger en burgemeester. Hij trouwde met Elisabeth Ribbius (1861-1899) en na haar overlijden met Riemke Corver (1858-1949).
Servatius volgde in 1889 Johannes Petrus Willinge op als burgemeester van Oosterhesselen. In 1892 werd hij benoemd tot burgemeester van zijn geboorteplaats Smilde. Hij kreeg per 1 juli 1929 eervol ontslag. Servatius overleed nog geen jaar later, op 70-jarige leeftijd. 